# Filagri de l'Epir
|  | Per a altres significats, vegeu «Filagri (metge)». |

Filagri (en llatí Philagrius, en grec antic Φιλάγριος) era un metge grec nadiu de l'Epir que va viure després de Galè i abans que Oribasi, probablement al segle iii. Aeci, Oribasi i altres el mencionen i era considerat un metge dels més eminents, segons diu Ciril (Cyrilus) al seu Cronicó. Segons Suides va ser deixeble d'un metge anomenat Naumaqui i va exercir a Tessalònica. Se l'anomenava περιοδευτής, cosa que segurament significa que viatjava d'un lloc a un altre en l'exercici de la seva professió.

## Obres
Era molt conegut dels escriptors mèdics àrabs de l'edat mitjana, que sovint el citen, i donen com a obres seves les següents:
- De Impetigine
- De iis quae Gingivae Dentibusque accident
- De iis qui Medico destituuntur
- De Morborum Indiciis
- De Arthritidis Morbo
- De Renum vel Vesicae Calculo
- De Hepalis Morbo
- De Morbo Colico
- De Morbo Icterico
- De Cancri Morbo
- De Morsu Canis.[2]